# Nicolaas Nikolajevitsj van Rusland
Nikolaj Nikolajevitsj Romanov (Russisch: Николай Николаевич Старший) (Tsarskoje Selo, Rusland, 8 augustus 1831 – Alupka, (Krim), 25 april 1891), grootvorst van Rusland, was de derde zoon en het zesde kind van tsaar Nicolaas I van Rusland en Charlotte van Pruisen.
Hij werd in het leger getraind en werd uiteindelijk veldmaarschalk in het Russische Leger tijdens de Russisch-Turkse Oorlog.
Op 5 februari 1856 te Sint-Petersburg trouwde hij met Alexandra van Oldenburg, een dochter van Constantijn van Oldenburg en Theresia van Nassau. Uit dit huwelijk werden twee kinderen geboren:
- Nicolaas Nikolajevitsj (1856-1929)
- Peter Nikolajevitsj (1864-1931)

## Kwartierstaat
| Peter III van Rusland (1728–1762)    | Peter III van Rusland (1728–1762)    | Peter III van Rusland (1728–1762)    | Peter III van Rusland (1728–1762)    | Peter III van Rusland (1728–1762)    | Peter III van Rusland (1728–1762)    | Catharina II van Rusland (1729–1796) | Catharina II van Rusland (1729–1796) | Catharina II van Rusland (1729–1796)      | Catharina II van Rusland (1729–1796)      | Catharina II van Rusland (1729–1796)      | Catharina II van Rusland (1729–1796)      |                                           |                                           | Frederik Eugenius van Württemberg (1732-1797) | Frederik Eugenius van Württemberg (1732-1797) | Frederik Eugenius van Württemberg (1732-1797)              | Frederik Eugenius van Württemberg (1732-1797)              | Frederik Eugenius van Württemberg (1732-1797)              | Frederik Eugenius van Württemberg (1732-1797)              | Frederika Dorothea Sophia van Brandenburg-Schwedt (1736-1798) | Frederika Dorothea Sophia van Brandenburg-Schwedt (1736-1798) | Frederika Dorothea Sophia van Brandenburg-Schwedt (1736-1798) | Frederika Dorothea Sophia van Brandenburg-Schwedt (1736-1798) | Frederika Dorothea Sophia van Brandenburg-Schwedt (1736-1798) | Frederika Dorothea Sophia van Brandenburg-Schwedt (1736-1798) |                                                   |                                                   | Frederik Willem II van Pruisen (1744-1797)        | Frederik Willem II van Pruisen (1744-1797)        | Frederik Willem II van Pruisen (1744-1797) | Frederik Willem II van Pruisen (1744-1797) | Frederik Willem II van Pruisen (1744-1797)     | Frederik Willem II van Pruisen (1744-1797)     | Frederika van Hessen-Darmstadt (1751-1805)     | Frederika van Hessen-Darmstadt (1751-1805)     | Frederika van Hessen-Darmstadt (1751-1805)     | Frederika van Hessen-Darmstadt (1751-1805)     | Frederika van Hessen-Darmstadt (1751-1805) | Frederika van Hessen-Darmstadt (1751-1805) |                                               |                                               | Karel II van Mecklenburg-Strelitz (1741-1816) | Karel II van Mecklenburg-Strelitz (1741-1816) | Karel II van Mecklenburg-Strelitz (1741-1816) | Karel II van Mecklenburg-Strelitz (1741-1816) | Karel II van Mecklenburg-Strelitz (1741-1816) | Karel II van Mecklenburg-Strelitz (1741-1816) | Frederika Caroline Louise van Hessen-Darmstadt (1752–1782) | Frederika Caroline Louise van Hessen-Darmstadt (1752–1782) | Frederika Caroline Louise van Hessen-Darmstadt (1752–1782) | Frederika Caroline Louise van Hessen-Darmstadt (1752–1782) | Frederika Caroline Louise van Hessen-Darmstadt (1752–1782) | Frederika Caroline Louise van Hessen-Darmstadt (1752–1782) |  |  |  |  |  |  |  |  |  |  |  |  |  |  |  |  |  |  |  |  |  |  |  |  |  |  |  |  |  |  |  |  |  |  |  |  |  |  |  |  |  |  |  |  |  |  |  |  |
| Peter III van Rusland (1728–1762)    | Peter III van Rusland (1728–1762)    | Peter III van Rusland (1728–1762)    | Peter III van Rusland (1728–1762)    | Peter III van Rusland (1728–1762)    | Peter III van Rusland (1728–1762)    | Catharina II van Rusland (1729–1796) | Catharina II van Rusland (1729–1796) | Catharina II van Rusland (1729–1796)      | Catharina II van Rusland (1729–1796)      | Catharina II van Rusland (1729–1796)      | Catharina II van Rusland (1729–1796)      |                                           |                                           | Frederik Eugenius van Württemberg (1732-1797) | Frederik Eugenius van Württemberg (1732-1797) | Frederik Eugenius van Württemberg (1732-1797)              | Frederik Eugenius van Württemberg (1732-1797)              | Frederik Eugenius van Württemberg (1732-1797)              | Frederik Eugenius van Württemberg (1732-1797)              | Frederika Dorothea Sophia van Brandenburg-Schwedt (1736-1798) | Frederika Dorothea Sophia van Brandenburg-Schwedt (1736-1798) | Frederika Dorothea Sophia van Brandenburg-Schwedt (1736-1798) | Frederika Dorothea Sophia van Brandenburg-Schwedt (1736-1798) | Frederika Dorothea Sophia van Brandenburg-Schwedt (1736-1798) | Frederika Dorothea Sophia van Brandenburg-Schwedt (1736-1798) |                                                   |                                                   | Frederik Willem II van Pruisen (1744-1797)        | Frederik Willem II van Pruisen (1744-1797)        | Frederik Willem II van Pruisen (1744-1797) | Frederik Willem II van Pruisen (1744-1797) | Frederik Willem II van Pruisen (1744-1797)     | Frederik Willem II van Pruisen (1744-1797)     | Frederika van Hessen-Darmstadt (1751-1805)     | Frederika van Hessen-Darmstadt (1751-1805)     | Frederika van Hessen-Darmstadt (1751-1805)     | Frederika van Hessen-Darmstadt (1751-1805)     | Frederika van Hessen-Darmstadt (1751-1805) | Frederika van Hessen-Darmstadt (1751-1805) |                                               |                                               | Karel II van Mecklenburg-Strelitz (1741-1816) | Karel II van Mecklenburg-Strelitz (1741-1816) | Karel II van Mecklenburg-Strelitz (1741-1816) | Karel II van Mecklenburg-Strelitz (1741-1816) | Karel II van Mecklenburg-Strelitz (1741-1816) | Karel II van Mecklenburg-Strelitz (1741-1816) | Frederika Caroline Louise van Hessen-Darmstadt (1752–1782) | Frederika Caroline Louise van Hessen-Darmstadt (1752–1782) | Frederika Caroline Louise van Hessen-Darmstadt (1752–1782) | Frederika Caroline Louise van Hessen-Darmstadt (1752–1782) | Frederika Caroline Louise van Hessen-Darmstadt (1752–1782) | Frederika Caroline Louise van Hessen-Darmstadt (1752–1782) |  |  |  |  |  |  |  |  |  |  |  |  |  |  |  |  |  |  |  |  |  |  |  |  |  |  |  |  |  |  |  |  |  |  |  |  |  |  |  |  |  |  |  |  |  |  |  |  |
|                                      |                                      |                                      |                                      |                                      |                                      |                                      |                                      |                                           |                                           |                                           |                                           |                                           |                                           |                                               |                                               |                                                            |                                                            |                                                            |                                                            |                                                               |                                                               |                                                               |                                                               |                                                               |                                                               |                                                   |                                                   |                                                   |                                                   |                                            |                                            |                                                |                                                |                                                |                                                |                                                |                                                |                                            |                                            |                                               |                                               |                                               |                                               |                                               |                                               |                                               |                                               |                                                            |                                                            |                                                            |                                                            |                                                            |                                                            |  |  |  |  |  |  |  |  |  |  |  |  |  |  |  |  |  |  |  |  |  |  |  |  |  |  |  |  |  |  |  |  |  |  |  |  |  |  |  |  |  |  |  |  |  |  |  |  |
|                                      |                                      |                                      |                                      | Paul I van Rusland (1754-1801)       | Paul I van Rusland (1754-1801)       | Paul I van Rusland (1754-1801)       | Paul I van Rusland (1754-1801)       | Paul I van Rusland (1754-1801)            | Paul I van Rusland (1754-1801)            |                                           |                                           |                                           |                                           |                                               |                                               | Sophia Dorothea Augusta Louisa van Württemberg (1759-1828) | Sophia Dorothea Augusta Louisa van Württemberg (1759-1828) | Sophia Dorothea Augusta Louisa van Württemberg (1759-1828) | Sophia Dorothea Augusta Louisa van Württemberg (1759-1828) | Sophia Dorothea Augusta Louisa van Württemberg (1759-1828)    | Sophia Dorothea Augusta Louisa van Württemberg (1759-1828)    |                                                               |                                                               |                                                               |                                                               |                                                   |                                                   |                                                   |                                                   |                                            |                                            | Frederik Willem III van Pruisen (1770-1840)    | Frederik Willem III van Pruisen (1770-1840)    | Frederik Willem III van Pruisen (1770-1840)    | Frederik Willem III van Pruisen (1770-1840)    | Frederik Willem III van Pruisen (1770-1840)    | Frederik Willem III van Pruisen (1770-1840)    |                                            |                                            |                                               |                                               |                                               |                                               | Louise van Mecklenburg-Strelitz (1776-1810)   | Louise van Mecklenburg-Strelitz (1776-1810)   | Louise van Mecklenburg-Strelitz (1776-1810)   | Louise van Mecklenburg-Strelitz (1776-1810)   | Louise van Mecklenburg-Strelitz (1776-1810)                | Louise van Mecklenburg-Strelitz (1776-1810)                |                                                            |                                                            |                                                            |                                                            |  |  |  |  |  |  |  |  |  |  |  |  |  |  |  |  |  |  |  |  |  |  |  |  |  |  |  |  |  |  |  |  |  |  |  |  |  |  |  |  |  |  |  |  |  |  |  |  |
|                                      |                                      |                                      |                                      | Paul I van Rusland (1754-1801)       | Paul I van Rusland (1754-1801)       | Paul I van Rusland (1754-1801)       | Paul I van Rusland (1754-1801)       | Paul I van Rusland (1754-1801)            | Paul I van Rusland (1754-1801)            |                                           |                                           |                                           |                                           |                                               |                                               | Sophia Dorothea Augusta Louisa van Württemberg (1759-1828) | Sophia Dorothea Augusta Louisa van Württemberg (1759-1828) | Sophia Dorothea Augusta Louisa van Württemberg (1759-1828) | Sophia Dorothea Augusta Louisa van Württemberg (1759-1828) | Sophia Dorothea Augusta Louisa van Württemberg (1759-1828)    | Sophia Dorothea Augusta Louisa van Württemberg (1759-1828)    |                                                               |                                                               |                                                               |                                                               |                                                   |                                                   |                                                   |                                                   |                                            |                                            | Frederik Willem III van Pruisen (1770-1840)    | Frederik Willem III van Pruisen (1770-1840)    | Frederik Willem III van Pruisen (1770-1840)    | Frederik Willem III van Pruisen (1770-1840)    | Frederik Willem III van Pruisen (1770-1840)    | Frederik Willem III van Pruisen (1770-1840)    |                                            |                                            |                                               |                                               |                                               |                                               | Louise van Mecklenburg-Strelitz (1776-1810)   | Louise van Mecklenburg-Strelitz (1776-1810)   | Louise van Mecklenburg-Strelitz (1776-1810)   | Louise van Mecklenburg-Strelitz (1776-1810)   | Louise van Mecklenburg-Strelitz (1776-1810)                | Louise van Mecklenburg-Strelitz (1776-1810)                |                                                            |                                                            |                                                            |                                                            |  |  |  |  |  |  |  |  |  |  |  |  |  |  |  |  |  |  |  |  |  |  |  |  |  |  |  |  |  |  |  |  |  |  |  |  |  |  |  |  |  |  |  |  |  |  |  |  |
|                                      |                                      |                                      |                                      |                                      |                                      |                                      |                                      |                                           |                                           | Nicolaas I van Rusland (1796–1855)        | Nicolaas I van Rusland (1796–1855)        | Nicolaas I van Rusland (1796–1855)        | Nicolaas I van Rusland (1796–1855)        | Nicolaas I van Rusland (1796–1855)            | Nicolaas I van Rusland (1796–1855)            |                                                            |                                                            |                                                            |                                                            |                                                               |                                                               |                                                               |                                                               |                                                               |                                                               |                                                   |                                                   |                                                   |                                                   |                                            |                                            |                                                |                                                |                                                |                                                |                                                |                                                | Charlotte van Pruisen (1798-1860)          | Charlotte van Pruisen (1798-1860)          | Charlotte van Pruisen (1798-1860)             | Charlotte van Pruisen (1798-1860)             | Charlotte van Pruisen (1798-1860)             | Charlotte van Pruisen (1798-1860)             |                                               |                                               |                                               |                                               |                                                            |                                                            |                                                            |                                                            |                                                            |                                                            |  |  |  |  |  |  |  |  |  |  |  |  |  |  |  |  |  |  |  |  |  |  |  |  |  |  |  |  |  |  |  |  |  |  |  |  |  |  |  |  |  |  |  |  |  |  |  |  |
|                                      |                                      |                                      |                                      |                                      |                                      |                                      |                                      |                                           |                                           | Nicolaas I van Rusland (1796–1855)        | Nicolaas I van Rusland (1796–1855)        | Nicolaas I van Rusland (1796–1855)        | Nicolaas I van Rusland (1796–1855)        | Nicolaas I van Rusland (1796–1855)            | Nicolaas I van Rusland (1796–1855)            |                                                            |                                                            |                                                            |                                                            |                                                               |                                                               |                                                               |                                                               |                                                               |                                                               |                                                   |                                                   |                                                   |                                                   |                                            |                                            |                                                |                                                |                                                |                                                |                                                |                                                | Charlotte van Pruisen (1798-1860)          | Charlotte van Pruisen (1798-1860)          | Charlotte van Pruisen (1798-1860)             | Charlotte van Pruisen (1798-1860)             | Charlotte van Pruisen (1798-1860)             | Charlotte van Pruisen (1798-1860)             |                                               |                                               |                                               |                                               |                                                            |                                                            |                                                            |                                                            |                                                            |                                                            |  |  |  |  |  |  |  |  |  |  |  |  |  |  |  |  |  |  |  |  |  |  |  |  |  |  |  |  |  |  |  |  |  |  |  |  |  |  |  |  |  |  |  |  |  |  |  |  |
|                                      |                                      |                                      |                                      |                                      |                                      |                                      |                                      |                                           |                                           |                                           |                                           |                                           |                                           |                                               |                                               |                                                            |                                                            |                                                            |                                                            |                                                               |                                                               |                                                               |                                                               |                                                               |                                                               |                                                   |                                                   |                                                   |                                                   |                                            |                                            |                                                |                                                |                                                |                                                |                                                |                                                |                                            |                                            |                                               |                                               |                                               |                                               |                                               |                                               |                                               |                                               |                                                            |                                                            |                                                            |                                                            |                                                            |                                                            |  |  |  |  |  |  |  |  |  |  |  |  |  |  |  |  |  |  |  |  |  |  |  |  |  |  |  |  |  |  |  |  |  |  |  |  |  |  |  |  |  |  |  |  |  |  |  |  |
|                                      |                                      |                                      |                                      |                                      |                                      |                                      |                                      |                                           |                                           |                                           |                                           |                                           |                                           |                                               |                                               |                                                            |                                                            |                                                            |                                                            |                                                               |                                                               |                                                               |                                                               |                                                               |                                                               |                                                   |                                                   |                                                   |                                                   |                                            |                                            |                                                |                                                |                                                |                                                |                                                |                                                |                                            |                                            |                                               |                                               |                                               |                                               |                                               |                                               |                                               |                                               |                                                            |                                                            |                                                            |                                                            |                                                            |                                                            |  |  |  |  |  |  |  |  |  |  |  |  |  |  |  |  |  |  |  |  |  |  |  |  |  |  |  |  |  |  |  |  |  |  |  |  |  |  |  |  |  |  |  |  |  |  |  |  |
| Alexander II van Rusland (1818–1881) | Alexander II van Rusland (1818–1881) | Alexander II van Rusland (1818–1881) | Alexander II van Rusland (1818–1881) | Alexander II van Rusland (1818–1881) | Alexander II van Rusland (1818–1881) |                                      |                                      | Maria Nikolajevna van Rusland (1819-1876) | Maria Nikolajevna van Rusland (1819-1876) | Maria Nikolajevna van Rusland (1819-1876) | Maria Nikolajevna van Rusland (1819-1876) | Maria Nikolajevna van Rusland (1819-1876) | Maria Nikolajevna van Rusland (1819-1876) |                                               |                                               | Olga Nikolajevna van Rusland (1822-1892)                   | Olga Nikolajevna van Rusland (1822-1892)                   | Olga Nikolajevna van Rusland (1822-1892)                   | Olga Nikolajevna van Rusland (1822-1892)                   | Olga Nikolajevna van Rusland (1822-1892)                      | Olga Nikolajevna van Rusland (1822-1892)                      |                                                               |                                                               | Constantijn Nikolajevitsj van Rusland (1827-1892)             | Constantijn Nikolajevitsj van Rusland (1827-1892)             | Constantijn Nikolajevitsj van Rusland (1827-1892) | Constantijn Nikolajevitsj van Rusland (1827-1892) | Constantijn Nikolajevitsj van Rusland (1827-1892) | Constantijn Nikolajevitsj van Rusland (1827-1892) |                                            |                                            | Nicolaas Nikolajevitsj van Rusland (1831–1891) | Nicolaas Nikolajevitsj van Rusland (1831–1891) | Nicolaas Nikolajevitsj van Rusland (1831–1891) | Nicolaas Nikolajevitsj van Rusland (1831–1891) | Nicolaas Nikolajevitsj van Rusland (1831–1891) | Nicolaas Nikolajevitsj van Rusland (1831–1891) |                                            |                                            | Michaël Nikolajevitsj van Rusland (1832-1909) | Michaël Nikolajevitsj van Rusland (1832-1909) | Michaël Nikolajevitsj van Rusland (1832-1909) | Michaël Nikolajevitsj van Rusland (1832-1909) | Michaël Nikolajevitsj van Rusland (1832-1909) | Michaël Nikolajevitsj van Rusland (1832-1909) |                                               |                                               | 2 zusters                                                  | 2 zusters                                                  | 2 zusters                                                  | 2 zusters                                                  | 2 zusters                                                  | 2 zusters                                                  |  |  |  |  |  |  |  |  |  |  |  |  |  |  |  |  |  |  |  |  |  |  |  |  |  |  |  |  |  |  |  |  |  |  |  |  |  |  |  |  |  |  |  |  |  |  |  |  |